# Jozef Kováč
Jozef Kováč (* 28. prosince 1951) je bývalý slovenský fotbalista, záložník.

## Fotbalová kariéra
V československé lize hrál za Inter Bratislava, Slovan Bratislava a Plastiku Nitra. Nastoupil v 65 ligových utkáních a dal 4 ligové góly. Dále hrál i za Dukla Banská Bystrica, DAC Dunajská Streda a ŽD Bohumín.

## Ligová bilance
| Ročník                                      | Zápasy | Góly | Minuty | Klub                  |
| ------------------------------------------- | ------ | ---- | ------ | --------------------- |
| 1. československá fotbalová liga 1970/71    | 22     | 0    | -      | Inter Bratislava      |
| 2. československá fotbalová liga 1971/72    | -      | -    | -      | Dukla Banská Bystrica |
| 2. československá fotbalová liga 1972/73    | -      | -    | -      | Dukla Banská Bystrica |
| 1. československá fotbalová liga 1973/74    | 1      | 0    | 57     | Inter Bratislava      |
| 2. československá fotbalová liga 1976/77    | -      | -    | -      | ŽD Bohumín            |
| 1. československá fotbalová liga 1976/77    | 15     | 2    | -      | Slovan Bratislava     |
| 1. československá fotbalová liga 1977/78    | 9      | 0    | 722    | Slovan Bratislava     |
| 1. československá fotbalová liga 1979/80    | 18     | 2    | 1357   | Plastika Nitra        |
| 1. slovenská národní fotbalová liga 1980/81 | 27     | 5    | -      | DAC Dunajská Streda   |
| 1. slovenská národní fotbalová liga 1981/82 | 18     | 5    | -      | DAC Dunajská Streda   |
| 1. slovenská národní fotbalová liga 1982/83 | 21     | 4    | -      | DAC Dunajská Streda   |
| 1. LIGA CELKEM                              | 65     | 4    | -      |                       |